# Kleingebiet Berettyóújfalu

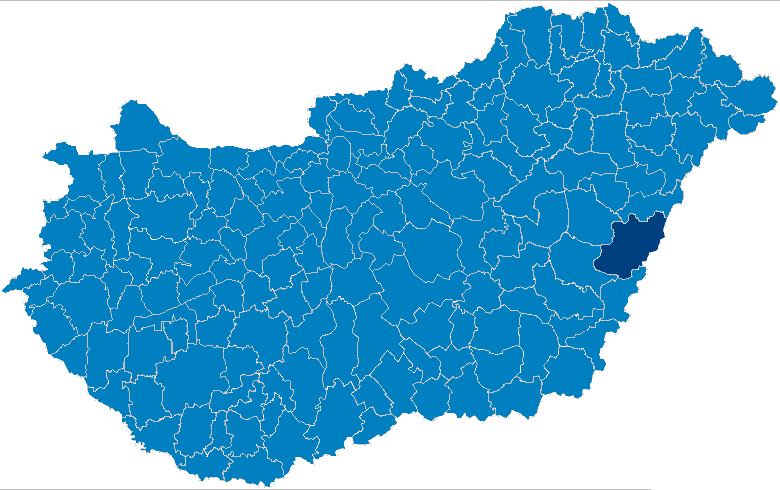
Lage des Kleingebietes Berettyóújfalu in Ungarn

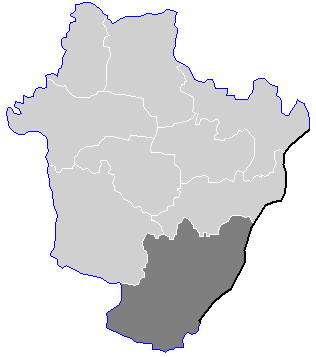
Lage des Kleingebietes im Komitat Hajdú-Bihar

Das Kleingebiet Berettyóújfalu (ungarisch Berettyóújfalui kistérség) war bis Ende 2012 eine ungarische Verwaltungseinheit (LAU 1) im Süden des Komitats Hajdú-Bihar in der Nördlichen Großen Tiefebene. Es grenzte im Südosten an Rumänien. Anfang 2013 wurden im Rahmen der Verwaltungsreform 4 Ortschaften (mit 6.389 Ew.) dem Kreis Derecske zugeordnet. Der Hauptteil (25 Ortschaften mit 45.539 Ew.) wurde in den nachfolgenden Kreis Berettyóújfalu (ungarisch Berettyóújfalui járás) übernommen.
Ende 2012 lebten auf einer Fläche von 1.225,54 km² 51.928 Einwohner. Die Bevölkerungsdichte des flächenmäßig größten Kleingebiets lag mit 42 Einwohnern/km² bei der Hälfte des Komitats.
Der Verwaltungssitz befand sich in der größten Stadt Berettyóújfalu (15.411 Ew.). Komádi (5.579 Ew.) und Biharkeresztes (4.054 Ew.) besaßen ebenfalls das Stadtrecht. Pocsaj, Csökmő und Zsáka waren drei Großgemeinden (ungarisch nagyközség).

## Ortschaften
Folgende Ortschaften gehörten zum Kleingebiet:
| Ártánd         | Bakonszeg      | Bedő           | Berekböszörmény | Berettyóújfalu |
| Biharkeresztes | Bojt           | Csökmő         | Darvas          | Esztár         |
| Furta          | Gáborján       | Hencida        | Kismarja        | Komádi         |
| Körösszakál    | Körösszegapáti | Magyarhomorog  | Mezőpeterd      | Mezősas        |
| Nagykereki     | Pocsaj         | Szentpéterszeg | Tépe            | Told           |
| Újiráz         | Váncsod        | Vekerd         | Zsáka           |                |